# Preventivni pregledi v prvem letu starosti otroka
Preventivni pregledi so aktivni zdravstveni nadzor in spremljanje zdravstvenega stanja posameznika. Pri pediatru se v 1. letu starosti otroka opravijo ob dopolnjenem 1. mesecu, 3. mesecu, 6. mesecu, 9. mesecu in 12. mesecu. Namenski preventivni pregledi so vezani na ožji cilj ohranjanja zdravja, opravijo se ob dopolnjenem 2. mesecu in med 4. do 5. mesecem. V zadnjem času se namesto preventivni pregled uporablja izraz posvetovalnica.   
, 

### 1. PREVENTIVNI PREGLED PRI ENEM MESECU
Do dopolnjenega 1. meseca starosti je novorojenček pod nadzorom medicinske sestre v patronažnem varstvu, nato je potreben prvi obisk pediatra, ki ga starši izberejo sami. Na prvem pregledu potrebujejo materinsko knjižico, fotokopije otrokovih izvidov iz porodnišnice, zdravstveno kartico, v primeru, da otrok še nima svoje, prinesejo zdravstveno kartico starša, po katerem bo imel otrok urejeno zdravstveno zavarovanje. Priporočljivo je tudi, da v pogled prinesejo izvide matere otroka. Otroku bo dodeljen zdravstveni karton, v katerem se bo vodila evidenca o porodu, dojenju, prehrani, telesni dolžini in masi, obsegu glavice in prsnega koša, izraščenih zobeh, njegovih motoričnih, senzoričnih in gibalnih sposobnostih ter morebitnih bolezenskih stanjih in potekih zdravljenja. 

#### 1.1. KAJ BOSTE POTREBOVALI ZA PREGLED
Na vsakem preventivnem pregledu se potrebuje tetra pleničko ali podlogo, na kateri bodo lahko previli otroka, priporočljivo je, da imajo vsaj dve plenički/podlogi, da se lahko ena uporabi pri tehtanju, ker pa se ob tehtanju pogosto polulajo, je dobro imeti rezervo. Starši tistih otrok, ki se hranijo po steklenički, naj imajo s seboj vsaj en obrok mleka. S seboj je priporočljivo imeti tudi rezervne pleničke za previjanje, pripomočke za čiščenje kože in dodatna oblačila. 

#### 1.2.POGOVOR S PEDIATROM
Opravi se pogovor s starši o družinskih razmerah in morebitnih boleznih v družini ter njihovem življenjskem slogu, glede hranjenja novorojenčka, njegovega odvajanja in dodajanja prehranskih dopolnil (vitamina D). 

#### 1.3. PREGLED OTROKA
Pediater ob prvem obisku izmeri otrokovo telesno višino, maso, obseg glave in prsnega koša. Preveri vid, sluh, dihanje, reflekse, srčni utrip. Opravi klinični pregled kolkov in stopal. Pregleda kožo, sluznice, popek, bezgavke, nos, ustno votlino, vrat, spolovila, pretipa trebuh in odkriva morebitne prirojene nepravilnosti. 

### 2. PREVENTIVNI PREGLED PRI TRETJEM MESECU STAROSTI
Na pregled so naročeni že na predhodnem sistematičnem pregledu. Pregled poteka ob prisotnosti vsaj enega starša ali skrbnika. 

#### 2.1. PREGLED OTROKA
Pregleda se zdravstvena dokumentacija, pogovori se o otrokovem splošnem počutju in morebitnih težavah. Izmeri se telesna višina, masa, obseg glave, prsnega koša, velike mečave, oceni se sluh in vid, opravi se Denverski razvojni presejalni test, razvojni nevrološki status, odkriva se morebitne porodne okvare in razvojne nepravilnosti.

#### 2.2. ULTRAZVOČNI PREGLED KOLKOV
Opravi se ultrazvočni pregled kolkov. Gre za neinvazivno metodo s katero se odkriva nepravilnosti, sledi se zdravljenju razvojnih nepravilnosti kolkov. Omogoča, da se že v najzgodnejšem obdobju otrokovega življenja odkriva nepravilnosti, ki se lahko začnejo zgodaj zdraviti.

#### 2.3. CEPLJENJE
S starši se pogovori o cepljenju, odkriva se morebitne kontraindikacije, o otrokovem počutju v zadnjih dneh, predstavi se prednosti cepljenja in opozori na možne neželene učinke. Po republiškem imunizacijskem programu v Sloveniji otroke v 3. mesecu starosti cepimo proti: davici, tetanusu, oslovskem kašlju, Hemofilus influence b (Hib), otroški paralizi (1. odmerek), pnevmokoknim okužbam (1. odmerek).

#### 2.4. ZDRAVSTVENO- VZGOJNO DELO
Zdravstveni delavci opravijo zdravstveno vzgojno delo, svetujejo o prehrani, preprečevanju avitaminoz, o spanju, negi in psihičnem ter motoričnem razvoju.

#### 2.5. ZAKLJUČEK PREGLEDA
Pregled se zaključi z vrednotenjem ugotovljenega zdravstvenega stanja otroka. V primeru odstopanj pediater postavi diagnozo, napiše napotnice za obravnavo pri različnih strokovnjakih. , 

### 3. PREVENTIVNI PREGLED PRI ŠESTEM MESECU
Na pregled je otrok naročen že na predhodnem sistematičnem pregledu. Pregled poteka ob prisotnosti vsaj enega starša ali skrbnika.

#### 3.1. PREGLED OTROKA
Pregled obsega: pregled zdravstvene dokumentacije in navodil staršem oziroma skrbnikom. Obsega osebno anamnezo, kjer se zdravnik in starši oziroma skrbniki pogovorijo o otrokovem splošnem počutju v družini,  o otrokovem razvoju ali o otrokovih težavah.

#### 3.2. OCENA SOMATSKEGA STATUSA
Opravi se somatski status, kamor spadajo presejalni testi, izmeri se telesna masa, višina dojenčka, obseg glave, obseg prsnega koša, pediater pregleda veliko mečavo, preveri vid, sluh, reflekse in srčni utrip. 

#### 3.3. DENVERSKI RAZVOJNI PRESEJALNI TEST
Opravi se Denverski razvojni presejalni test. 1

#### 3.4. LABORATORIJSKI TESTI IN CEPLJENJE
Otroku se odvzame kri za oceno krvne slike (pogleda se hemogram: eritrociti, hemoglobin in hematokrit. Odkrivajo se tudi  morebitne razvojne  nepravilnosti sečil. Oceni se kontraindikacije za cepljenje. 4 

#### 3.5. ZDRAVSTVENO- VZGOJNO DELO
Zdravstveno vzgojni pregled obsega individualno svetovanje o prehrane (dojenje ali hranjenje z mlečnimi formulami in postopno uvajanje goste hrane), preprečevanje avitaminoz, preprečevanje kariesa (zelo pomembno je ustno zdravje, rast zob in ustna higiena, težave pri izraščanju zob), svetovanje glede nege in spanja, psihičnega in motoričnega razvoja (spodbujanje razvoja čutil, razvoja govora, spodbujanja gibalnega razvoja in starosti ter razvoju primerne igrače). 

#### 3.6. ZAKLJUČEK PREGLEDA
Na koncu pregleda se pediater pogovori s starši ali skrbniki o ugotovljenih stanjih, postavi diagnozo v primeru ugotovitve nepravilnosti, napiše recept ali pripravi napotnico za nadaljnjo obravnavo v kolikor je to potrebno. Sledi naročanje na naslednji preventivni pregled. 

### 4. PREVENTIVNI PREGLEDI PRI DEVETEM MESECU
Na sistematski pregled v 9. mesecu starosti otroka, je otrok naročen že na predhodnem sistematskem pregledu pri 6. mesecu starosti. Pregled poteka ob prisotnosti vsaj enega starša ali skrbnika. 

#### 4.1.PREGLED OTROKA
Izbran pediater naredi osebno anamnezo o otrokovem razvoju, morebitnih težavah in o odnosih v družini, pogovorijo se glede prehrane, vnosa vitamina D ter o morebitnih boleznih in težavah. V pregled se vključi tudi presejalne teste, otroku se izmeri telesno višino, telesno maso, izmeri se obseg glave in prsnega koša, opravi se Denverski razvojni presejalni test, ocena razvoja in okvirni nevrološki status. 

#### 4.2. OCENA SOMATSKEGA STATUSA
Opravi se ocena somatskega statusa, kar vključuje pregled kože otroka, vidnih sluznic, bezgavk, oceno glave, velike mečave in šivov, pregled oči, nosu, ušes, ustne votline in vratu. Pediater posluša srce otroka, tipa pulz, oceni dihanje, posluša delovanje pljuč ter pretipa trebuh, pregleda spolovilo in pregleda kolke otroka. 

#### 4.3. LABORATORIJSKI TESTI
Opravi se laboratorijske teste, ki vključujejo hemogram. 

#### 4.4. ZDRAVSTVENA VZGOJA
Del sistematskega pregleda vključuje tudi zdravstveno vzgojo, kjer pediater staršem svetuje glede prehrane, nege, spanja, preprečevanja pomanjkanja vitamina D, čustvenega, govornega in gibalnega razvoja njunega dojenčka. Pogovorijo se o varstvu otroka po končanem porodniškem dopustu, ter o preprečevanju najrazličnejših nezgod. 

#### 4.5. ZAKLJUČEK PREGLEDA
Pregled se zaključi z analizo ugotovljenih podatkov, pediater postavi morebitne diagnoze, napiše recepte in napotnice za nadaljnjo obravnavo, otroka naroči na naslednji preventivni pregled in cepljenje pri 12. mesecih. 

### 5. PREVENTIVNI PREGLEDI PRI DVANAJSTEM MESECU
Na sistematski pregled pri 12. mesecih starosti je otrok naročen že na predhodnem sistematskem pregledu pri 9. mesecu starosti. Pregled poteka ob prisotnosti vsaj enega starša ali skrbnika. 

#### 5.1. PREGLED OTROKA
Izbran pediater naredi osebno anamnezo o otrokovem razvoju, morebitnih težavah in o odnosih v družini, pogovorijo se glede prehrane, vnosa vitamina D ter o morebitnih boleznih in težavah. Otroku se izmeri telesno višino, telesno maso, izmeri obseg glave, opravi se Denverski razvojni presejalni test, ocena razvoja in okvirni nevrološki status. Opravi se presejali test za odkrivanje raznih odstopanj na področju govora in komunikacije otroka, to je presejalni vprašalnik za starše: Lestvica komunikacije in simbolnega vedenja- razvojni profil (CSBS DP). 

#### 5.2. OCENA SOMATSKEGA STATUSA
Opravi se ocena somatskega statusa, kar vključuje pregled kože otroka, vidnih sluznic, bezgavk, oceno glave, velike mečave, pregled oči, nosu, ušes, ustne votline in vratu. Pediater posluša otrokovo srce, tipa pulz, oceni dihanje, posluša delovanje pljuč ter pretipa trebuh  in pregleda spolovilo. 

#### 5.3. CEPLJENJE
Pediater se s starši pogovori o cepljenju in možnih stranskih učinkih cepljenja pri otroku, s tem pa naredi oceno sposobnosti za cepljenje. Cepljenje poteka po državnem programu, razen, če so ugotovljene začasne ali trajne kontraindikacije oz. če starši ne odklonijo cepljenja. Ob ugotovitvi kontraindikacij se otroka napoti na komisijo za cepljenja. Če starši nasprotujejo cepljenju, se ukrepa po predpisih. Vsako cepljenje se beleži v informacijski sistem in otrokovo cepilno knjižico/zdravstveno kartico. 
Pri 12. mesecih otrok prejme 1. odmerek za bolezni ošpic, mumpsa in rdečk, ter 3. odmerek za pnevmokokne okužbe. Staršem se pove, da je naslednji preventivni sistematski pregled čez 6 mesecev, se pravi pri otrokovem letu in pol starosti. 

#### 5.4. ZDRAVSTVENO- VZGOJNO DELO
Staršem se na kratko poda zdravstveno vzgojo, se jih informira ter svetuje glede prehrane, spanja, preprečevanja pomanjkanja vitamina D, preprečevanja kariesa, psihičnega in gibalnega razvoja. Staršem se svetuje in opravi razgovor o tem, kdaj začeti s privajanjem otroka na kahlo, o preprečevanju nezgod, o premagovanju ločitvenega strahu, poudari pa se tudi o škodljivosti ekranov na otroka. 

#### 5.5. ZAKLJUČEK PREGLEDA
Pregled  zaključi z ugotovljenimi stanji in beleženjem v informacijski sistem, postavljanjem morebitnih diagnoz in pisanjem receptov ter napotnic za nadaljnjo obravnavo. 

### 6. NAMENSKI PREGLED PRI DRUGEM MESECU STAROSTI
Pregled opravi diplomirana medicinska sestra izbranega pediatra. Izmeri telesno dolžino in maso ter individualno staršem oz. skrbnikom svetuje o zdravstveni vzgoji. Če so ob pregledu ugotovljene težave v otrokovem razvoju, ga pregleda tudi pediater. 

### 7. NAMENSKI PREGLED MED ČETRTIM IN PETIM MESECEM
Namenski pregled med 4. in 5. mesecem je cepljenje po republiškem imunizacijskem programu v Sloveniji. 

#### 7.1. CEPLJENJE
Otroka cepimo proti: davici, tetanusu, oslovskem kašlju, Hemofilus influence b (Hib),  otroški paralizi (2. odmerek). 

### SKLICI:
1. ↑  https://www.vzajemna.si/storage/uploads/ac74f10b-317a-4f3d-ba30-d5997ba0a068/Tujina-WELCOME-pravilnik-2015.pdf
2. ↑  https://www.nijz.si/sites/www.nijz.si/files/uploaded/62otrocimladi11.pdf%5B%5D
3. 1 2  https://www.zd-mb.si/Portals/0/Razno/Posvetovalnice/29012019-prvi%20preventivni%20pregled.pdf%5B%5D
4. 1 2 3 4 5 6 7 8 9 10 11 12 13 14 15  »arhivska kopija« (PDF). Arhivirano iz prvotnega spletišča (PDF) dne 17. februarja 2022. Pridobljeno 5. novembra 2020.
5. ↑  http://psiholoska-obzorja.si/arhiv_clanki/2010_1/brajovic.pdf
6. 1 2  https://www.nijz.si/sites/www.nijz.si/files/publikacije-datoteke/cepljenje_-_knjiga.pdf%5B%5D
7. 1 2 3  https://zdaj.net/casovnica-preventivnih-pregledov/6-mesec-preventivni-pregled/
8. ↑  http://www.pisrs.si/Pis.web/pregledPredpisa?id=NAVO59&d-16544-p=2